# Abraxas leopardinata
Abraxas leopardinata là một loài bướm đêm trong họ Geometridae.